# Nossa Senhora do Vencimento
Nossa Senhora do Vencimento em São João da Pesqueira, Viseu, Portugal.
Encontra-se numa pequena capelinha perto da vila de São João da Pesqueira.
Tem uma oração própria, a do "Peregrino da Luz" que é a glorificação e o agradecimento de quem na sua fé conseguiu vencer.
Oração:
"Senhora do Vencimento, graças a ti eu venci!
Após grande sofrimento consegui chegar aqui!
Senhora! A glória seja para o teu santo nome! E na tua paz esteja a alma que se consome!
- O Peregrino da luz - 